# Robert Spencer, II conte di Sunderland
Robert Spencer, II conte di Sunderland (Parigi, 5 settembre 1641 – Althorp, 28 settembre 1702), fu Conte di Sunderland dal 1643 fino alla sua morte. Statista abile e dotato, il suo temperamento caustico e la sua fede nella monarchia assoluta gli procurarono comunque numerosi nemici.
Fu costretto a fuggire dall'Inghilterra nel 1688, ma in seguito si riconciliò con il nuovo regime dopo la rivoluzione di quell'anno. Successivamente, assunse un ruolo più disinteressato come consigliere della Corona, non cercando né un incarico né un favore. Non fece mostra di alcuna lealtà verso i partiti, ma fu devoto agli interessi del suo paese, per come li vedeva. Per i costumi libertini della corte della Restaurazione, la sua vita privata fu notevolmente morigerata, il che gli valse il favore del più sobrio stato guglielmita.

## Biografia

### Primi anni
Nato a Parigi il 5 settembre del 1641, fu un uomo di Stato e diplomatico inglese. Era il figlio di Henry Spencer, I conte di Sunderland, deceduto durante la Guerra civile inglese mentre combatteva per la causa realista, e di lady Dorothy Sidney. Robert ereditò il titolo del padre a soli tre anni, divenendo barone Spencer di Wormleighton e conte di Sunderland. Giovane entrò nell'esercito inglese, servendo nel ruolo di capitano sotto il comando del principe Rupert del Palatinato, nipote di re Carlo I Stuart. Nel 1665, poco dopo il matrimonio fu inviato a Madrid come ambasciatore tra il 1671 e il 1672. In seguito fu a Parigi (1672-1673) e nelle Sette Provincie Unite (1673). Tornato a Londra fu ammesso come Gentleman of the Bedchamber, incaricò che ricoprì sino al 1679. In seguito entrò a far parte del Consiglio privato e divenne Segretario di Stato per il Dipartimento del Nord (antesignano dell'attuale Ministero degli esteri). Poco dopo venne rimandato a Parigi come ambasciatore straordinario.
Le sue capacità politiche e il suo carattere energico gli procurarono una rapida ascesa: persino il vescovo Burnet, che non lo apprezzava, lodò la sua abilità politica e il suo "apprendimento rapido e pronto e la sua rapidità di decisione". Fu accusato da alcuni di ambire ad incarichi semplicemente per il salario, per sostenere il suo stile di vita, a quanto pare stravagante.  Nonostante la sua vita altrimenti irreprensibile ebbe infatti un debole per il gioco d'azzardo, che spesso lo indebitò, e una passione per l'arte. Fu un avido collezionista di dipinti, e apportò vaste modifiche ad Althorp, ma la sua vita privata era sobria, ed era personalmente poco costosa.

### Alla corte degli Stuart
Sebbene fosse ritenuto un francofilo, durante la missione diplomatica in Francia cercò di trovare nuovi alleati all'Inghilterra, e persino di creare una grande alleanza delle potenze europee contro l'espansionismo di Luigi XIV, ma a parte un trattato stipulato con la Spagna nel 1680, il progetto non venne portato avanti.
Ebbe aspri scontri in più occasioni con l'ambasciatore francese Paul Barillon, anche a causa del suo ben noto cattivo carattere: quando Luigi XIV di Francia non riuscì a dare alcun aiuto a Giacomo II contro la Ribellione di Monmouth del 1685, Sunderland disse al Barillon "il Re vostro signore potrebbe avere piani che non riesco a discernere, ma spero che metterà le cose a posto chiarendo che tutto ciò è stato un malinteso". Una volta si scontrò con l'ambasciatore per aver accusato il re di Francia di non essere intervenuto in difesa del cugino Giacomo II, durante la Ribellione di Monmouth, una sollevazione capeggiata dal figlio naturale primogenito del defunto Carlo II, il duca di Monmouth, che tentò di impadronirsi del trono; in un'altra occasione replicò sarcasticamente al Barillon, il quale sosteneva che Luigi XIV ambiva alla pace europea, affermando che "Tutti ambiscono alla pace finché non hanno un buon motivo per romperla". Sunderland riuscì infine a far allontanare dalla Corte il suo rivale dopo aver rivelato che lo stesso Barillon aveva silurato un trattato Anglo-olandese. Fu anche Luogotenente dello Staffordshire, durante la minore età di lord Shrewsbury, fino al 1681 . In quell'anno infatti, in quanto sostenitore, a differenza dello zio lord Teviot, dell'Exclusion Bill che proponeva di eliminare il duca di York Giacomo dalla successione al trono, perse il favore di re Carlo II Stuart (che definì il voto favorevole di Sunderland addirittura un "bacio di Giuda"). Solo l'intervento della favorita del re, Louise de Kérouaille, duchessa di Portsmouth, gli permise di tornare sulla scena politica. Tra il 1682 e il 1688 servì infatti a più riprese come Segretario di Stato per il Dipartimento del Sud (antenato del Ministero degli Interni), Luogotenente del Warwickshire e Lord Presidente del Consiglio, allora la carica politica più elevata in Gran Bretagna.
Durante il regno di Giacomo II Sunderland divenne il più importante consigliere della Corona, ospitando anche varie volte il sovrano ad Althorp: nel 1687 si convertì al cattolicesimo e divenne cavaliere dell'Ordine della Giarrettiera; lo stesso anno fu tra i firmatari di un provvedimento voluto da Giacomo che incoraggiava l'emigrazione protestante nella colonia inglese della Virginia, in America settentrionale. Quando il re si risposò con la principessa cattolica italiana Maria Beatrice d'Este, lord Sunderland ne divenne un confidente, insieme alla moglie Anne, ma era vicina anche la rottura con Giacomo II. Dopo essersi attirato l'astio dell'opinione pubblica per aver fornito prove in processo contro sette vescovi anglicani ostili alla politica filo-cattolica del re, il conte si attirò anche l'antipatia di quest'ultimo, per avergli consigliato di allontanare la sua amante Catherine Sedley; nell'ottobre del 1688 venne destituito. Per l'occasione il re gli scrisse: "Avete il mio perdono. Spero che sarete più fedele al vostro prossimo padrone di quanto lo siate stato con me".

### Il regno di Guglielmo d'Orange
Poco dopo lo stesso Giacomo venne detronizzato dalla Gloriosa Rivoluzione (tra i Sette Immortali che siglarono l'invito a Guglielmo d'Orange era presente anche lo zio di Sunderland, lord Romney), e il conte, ancora troppo legato al passato regime e altamente impopolare per le sue presunte simpatie verso l'assolutismo, fuggì nei Paesi Bassi, a Utrecht. Ma non era uomo da restare fuori dalla scena a lungo: si mise subito in contatto con sir John Churchill, anche lui un tempo molto vicino al sovrano deposto, la cui moglie Sarah era intima amica di sua moglie Anne, scrivendogli una lettera in cui gli chiedeva di intercedere per lui presso il nuovo re Guglielmo III. A impetrare la sua causa furono anche influenti amici di vecchia data, come il cronista John Evelyn o Thomas Tenison: ma fu in gran parte grazie all'opera del cognato lord Halifax, marito di sua sorella Dorothy e uno dei più importanti consiglieri del nuovo monarca, che Sunderland ottenne infine il perdono reale nel 1691 e poté fare ritorno in Patria. Riprese immediatamente il suo seggio alla Camera dei Lords e Guglielmo lo andò a visitare ad Althorp, come già aveva fatto Giacomo II; qui i due discussero dei maggiori problemi della politica inglese dell'epoca e Guglielmo imparò ad apprezzare la franchezza e la mancanza di adulazione di Sunderland, in parte dovute alla rudezza del suo carattere che tante critiche gli aveva procurato. Lo stesso Guglielmo aveva un carattere rude ma non vendicativo, e non considerò con sfavore la passata vicinanza di Sunderland al deposto re Giacomo; questi, dal canto suo, affermò che il conte era l'unico tra i suoi passati consiglieri che non poteva perdonare. Una volta, quando Guglielmo disse che, mentre i Whigs gli erano personalmente più graditi dei Tories, ma questi ultimi erano più fedeli alla Monarchia, Sunderland rispose astutamente: "Ma dovete considerare che non siete il loro Monarca". Scrisse persino una lettera in cui diceva al re che se i suoi ministri non erano adatti al suo servizio, era colpa sua se non sceglieva uomini migliori.
Inoltre lord Sunderland si guadagnò definitivamente la fiducia del re riuscendo a riconciliarlo con la cognata Anna, sorella di sua moglie Maria. Il conte usò la sua rinnovata influenza per favorire il partito Whig, che sarà poi anche quello dei suoi discendenti fino al XIX secolo; nell'aprile del 1697 assunse la carica di Lord Ciambellano e per breve tempo quella di Lord Justice ma la generale diffidenza da cui era circondato, a causa del suo passato, unita all'avanzare dell'età, lo convinse ad abbandonare la scena pubblica.
La notevole mancanza di buone maniere procurò a Sunderland numerosi nemici: il vescovo Burnet scrisse che "Si scaldava troppo, parlava liberamente sia di persone che di eventi e si fece molti nemici trattando sprezzantemente coloro che pensavano in modo differente dal suo". La sua notevole capacità di adattarsi alla successione di tre diversi monarchi fu considerata una colpa piuttosto che una virtù: come osservò sempre Gilbert Burnet "a causa della sua slealtà perse molto, tanto che anche coloro che ne stimavano le doti facevano poco affidamento sulla sua probità".

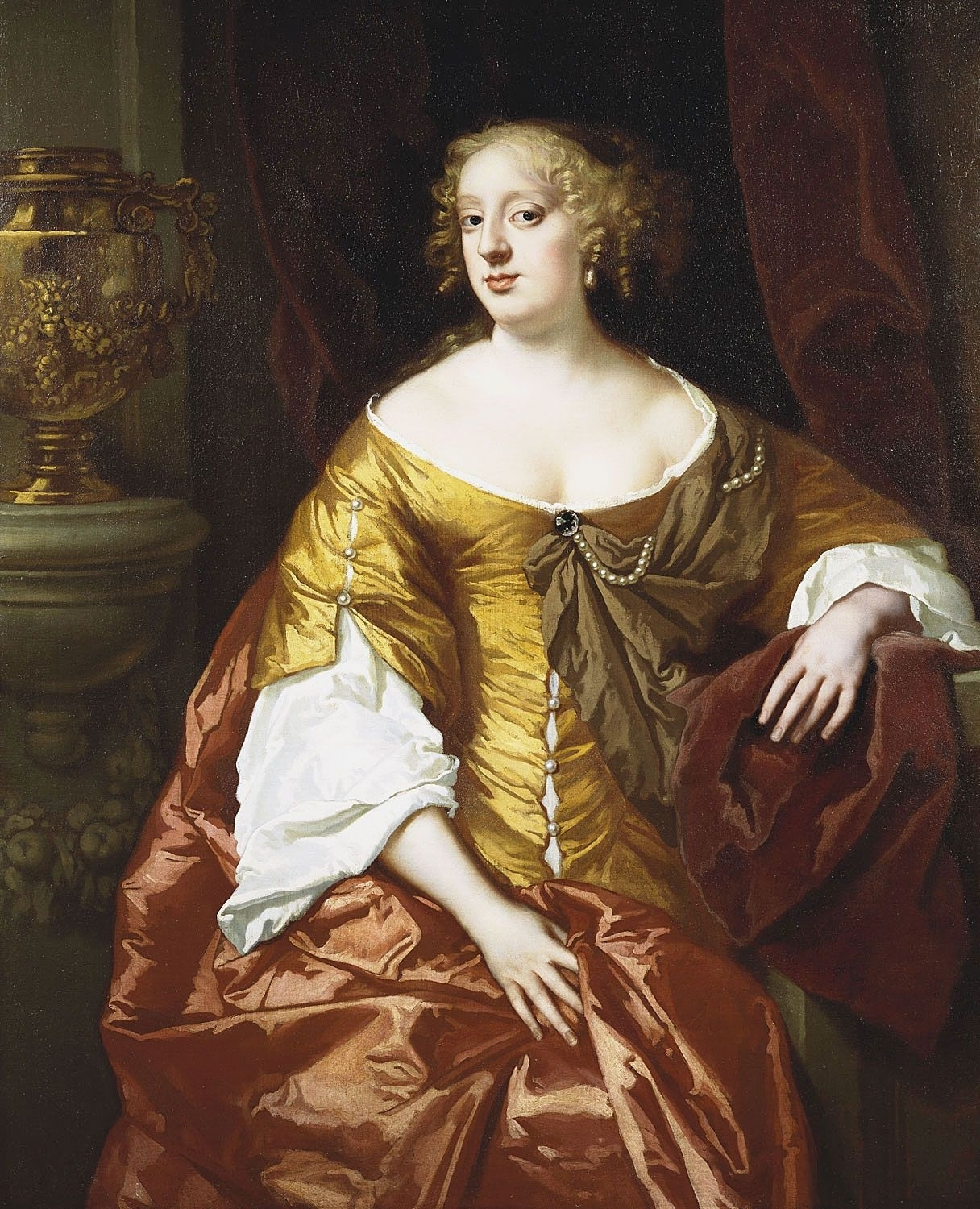
Anne, contessa di Sunderland

Nell'inverno del 1697 fu anche coinvolto in uno scandalo a causa del genero lord Clancarty, marito della figlia Elizabeth, un giacobita irlandese che fuggì dalla Torre di Londra e trovò brevemente rifugio in casa Spencer, prima di essere nuovamente arrestato dal cognato Charles; l'episodio non ebbe conseguenze, ma accelerò il declino politico del conte di Sunderland. Ritiratosi a vita privata ad Althorp, qui morì il 25 settembre del 1702, poco dopo aver compiuto 61 anni. Ebbe come successore il figlio maggiore Charles, terzo conte di Sunderland.

## Matrimonio
Sposò, il 10 giugno 1665, Anne Digby, figlia di George Digby, II conte di Bristol, e di sua moglie, Lady Anne Russell. Ebbero cinque figli:
- Robert Spencer (1666-1688);
- Anne Spencer (1667-1690), sposò James Hamilton, IV duca di Hamilton, non ebbero figli;
- Isabella Spencer (1668-1684);
- Elizabeth Spencer (1671-1704), sposò Donough MacCarthy, IV conte di Clancarty, ebbero due figli;
- Charles Spencer (1674-1722).

## Ascendenza
|                                                    |                                     |                                             | Genitori                                   |  |  | Nonni |  |  | Bisnonni                                         |  |  | Trisnonni    |  |
|                                                    |                                     |                                             |                                            |  |  |       |  |  | Robert Spencer, I barone Spencer di Wormleighton |  |  | John Spencer |  |
|                                                    |                                     |                                             |                                            |  |  |       |  |  | Robert Spencer, I barone Spencer di Wormleighton |  |  | John Spencer |  |
|                                                    |                                     | Mary Catlyn                                 |                                            |  |  |       |  |  | Robert Spencer, I barone Spencer di Wormleighton |  |  |              |  |
| William Spencer, II barone Spencer di Wormleighton |                                     |                                             |                                            |  |  |       |  |  | Robert Spencer, I barone Spencer di Wormleighton |  |  |              |  |
|                                                    |                                     | Margaret Willoughby                         | Francis Willoughby                         |  |  |       |  |  |                                                  |  |  |              |  |
|                                                    |                                     | Margaret Willoughby                         | Francis Willoughby                         |  |  |       |  |  |                                                  |  |  |              |  |
|                                                    |                                     | Margaret Willoughby                         | Elizabeth Lyttelton                        |  |  |       |  |  |                                                  |  |  |              |  |
| Henry Spencer, I conte di Sunderland               |                                     | Margaret Willoughby                         |                                            |  |  |       |  |  |                                                  |  |  |              |  |
|                                                    |                                     | Henry Wriothesley, III conte di Southampton | Henry Wriothesley, II conte di Southampton |  |  |       |  |  |                                                  |  |  |              |  |
|                                                    |                                     | Henry Wriothesley, III conte di Southampton | Henry Wriothesley, II conte di Southampton |  |  |       |  |  |                                                  |  |  |              |  |
|                                                    |                                     | Henry Wriothesley, III conte di Southampton | Mary Browne                                |  |  |       |  |  |                                                  |  |  |              |  |
| Penelope Wriothesley                               |                                     | Henry Wriothesley, III conte di Southampton |                                            |  |  |       |  |  |                                                  |  |  |              |  |
|                                                    |                                     | Elizabeth Vernon                            | John Vernon                                |  |  |       |  |  |                                                  |  |  |              |  |
|                                                    |                                     | Elizabeth Vernon                            | John Vernon                                |  |  |       |  |  |                                                  |  |  |              |  |
|                                                    |                                     | Elizabeth Vernon                            | Elizabeth Devereux                         |  |  |       |  |  |                                                  |  |  |              |  |
| Robert Spencer, II conte di Sunderland             |                                     | Elizabeth Vernon                            |                                            |  |  |       |  |  |                                                  |  |  |              |  |
|                                                    | Robert Sidney, I conte di Leicester | Henry Sidney                                |                                            |  |  |       |  |  |                                                  |  |  |              |  |
|                                                    | Robert Sidney, I conte di Leicester | Henry Sidney                                |                                            |  |  |       |  |  |                                                  |  |  |              |  |
|                                                    | Robert Sidney, I conte di Leicester | Mary Dudley                                 |                                            |  |  |       |  |  |                                                  |  |  |              |  |
| Robert Sidney, II conte di Leicester               | Robert Sidney, I conte di Leicester |                                             |                                            |  |  |       |  |  |                                                  |  |  |              |  |
|                                                    |                                     | Barbara Gamage                              | John Gamage                                |  |  |       |  |  |                                                  |  |  |              |  |
|                                                    |                                     | Barbara Gamage                              | John Gamage                                |  |  |       |  |  |                                                  |  |  |              |  |
|                                                    |                                     | Barbara Gamage                              | Gwenllian verch Thomas                     |  |  |       |  |  |                                                  |  |  |              |  |
| Dorothy Sidney                                     |                                     | Barbara Gamage                              |                                            |  |  |       |  |  |                                                  |  |  |              |  |
|                                                    |                                     | Henry Percy, IX conte di Northumberland     | Henry Percy, VIII conte di Northumberland  |  |  |       |  |  |                                                  |  |  |              |  |
|                                                    |                                     | Henry Percy, IX conte di Northumberland     | Henry Percy, VIII conte di Northumberland  |  |  |       |  |  |                                                  |  |  |              |  |
|                                                    |                                     | Henry Percy, IX conte di Northumberland     | Catherine Neville                          |  |  |       |  |  |                                                  |  |  |              |  |
| Dorothy Percy                                      |                                     | Henry Percy, IX conte di Northumberland     |                                            |  |  |       |  |  |                                                  |  |  |              |  |
|                                                    |                                     | Dorothy Devereux                            | Walter Devereux, I conte di Essex          |  |  |       |  |  |                                                  |  |  |              |  |
|                                                    |                                     | Dorothy Devereux                            | Walter Devereux, I conte di Essex          |  |  |       |  |  |                                                  |  |  |              |  |
|                                                    |                                     | Dorothy Devereux                            | Lettice Knollys                            |  |  |       |  |  |                                                  |  |  |              |  |
|                                                    |                                     | Dorothy Devereux                            |                                            |  |  |       |  |  |                                                  |  |  |              |  |